# Autobot

Que (Wheeljack), Optimus Prime, Bumblebee e Ratchet nel film Transformers 3

Gli Autobot, chiamati Autorobot nella vecchia traduzione italiana di Transformers (G1) e Cybertron (サイバトロン, Saibatoron) in Giapponese, sono una delle fazioni principali in cui si suddividono i Transformers, personaggi immaginari protagonisti di una linea di giocattoli, fumetti, cartoni animati e film.
Hanno aspetto e storie diverse a seconda delle varie serie, ma il loro capo è quasi sempre Optimus Prime, Commander nella vecchia traduzione italiana.
Originari del pianeta Cybertron, da cui nell'originale giapponese prendono anche il nome, rappresentano i "buoni", in contrapposizione ai loro complanetari nemici "cattivi" Decepticon, Distructor nella vecchia traduzione italiana.
Il loro simbolo è un severo volto robotico, di color rosso o grigio metallico.

## Caratteristiche
Tutti gli Autobot hanno in comune ideali di pace e rispetto per ogni forma di vita del loro comandante. Anche se a volte hanno degli screzi e litigano tra loro, non sono mai ostili gli uni verso gli altri. Ognuno porta impresso il simbolo della fazione, anche se in punti diversi. Molti di loro si adattano a convivere con gli umani e svolgono funzioni utili alla comunità. Non si tirano mai indietro quando i Decepticon attaccano gli umani, riuscendo sempre a cacciarli e vincere.

## Trasformazioni
Quasi tutti i componenti degli Autobot si trasformano in autoveicoli, mentre alcuni si trasformano in motociclette, aerei, elicotteri e navette spaziali.

## Transformers (serie animata)
Nella serie animata originale, gli Autorobot vennero creati come forza lavoro per scopi pacifici per mano degli alieni a cinque facce, i Quintessenziani, così come i Distructor, che invece erano robot militari da impiegare specificatamente per la guerra. A seguito di una ribellione che spinse i Quintessenziani a lasciare il pianeta Cybertron, i Distructor, soprannome scelto da loro stessi, diedero inizio ad una guerra civile. Gli Autorobot, non essendo in grado di contrastare la superiore potenza di fuoco dei Distructor, usarono la tattica del camuffamento, sviluppando l'arte della trasformazione, modificando i loro corpi in modo da fargli assumere altre forme. Anche i Distructor svilupparono successivamente la capacità di trasformarsi. Con l'aggiunta di ulteriore potenza di fuoco, gli Autorobot furono in grado di vincere il conflitto, dopo il quale ebbe inizio un periodo di pace, conosciuto come l'Epoca d'oro di Cybertron, dove l'energia era abbondante ed il pianeta fiorente e splendente di una tonalità dorata. Il conflitto tra Autorobot e Distructor però continuava. Una battaglia tra leader vide la morte di Commander che trasmise la Matrice del Comando nelle mani di Ultra Magnus. Tuttavia, giunse Unicron, che divorò le due lune di Cybertron. Megatron, una volta rigenerato in Galvatron, rubò la Matrice di Magnus, con l'intenzione di usarla contro Unicron, ma non poteva aprirla, così Unicron iniziò ad attaccare Cybertron, decimando le forze Distructor del pianeta. Tuttavia, il giovane Autorobot Hot Rod fu in grado di riprendere la Matrice da Galvatron, che lo promosse Captain. Il nuovo leader degli Autorobot aprì la Matrice, causando l'autodistruzione del corpo di Unicron. Tutti i Distructor vennero sconfitti, la vittoria era degli Autorobot e Cybertron risplendeva d'oro inaugurando una nuova era. I leader degli Autorobot erano, in questa serie animata, Optimus Prime, Ultra Magnus e Rodimus Prime.

## Transformers: The Headmasters
Nella serie Headmaster, i Distructor sono in grado di procurarsi milizie alleate, grazie ai nuovi soldati ottenuti dal legame binario fra i Transtectors, corpi robotici inerti, e robot più piccoli, ma senzienti. Nascono così gli Headmasters. I Targetmasters derivano invece dalla connessione di un robot più piccolo al braccio di un normale Transformer, del quale diventa l'arma. Il loro capo è inizialmente Galvatron, in seguito sostituito da Scorponock. Da notare che gli Headmaster appaiono anche nella miniserie americana, The Rebirth, inclusa nella serie Generation One, ma sono concepiti in modo diverso, ossia, l'unione tra il robot completo e un umanoide del pianeta Nebula che ne aumenta la forza e il potere. I giapponesi non considerarono tuttavia la serie The Rebirth, creando la serie Headmaster per il mercato giapponese, il seguito giapponese della G1. Successivamente sono state sviluppate le serie: Transformers: Super God Masterforce, Transformers: Victory e Transformers Zone, l'ultimo composto da una sola puntata.

## SerieBeast
Le serie Beast Wars e Beast Machines sono ambientate in una nuova continuity, così le battaglie tra le due fazioni ricominciano. I Decepticon non esistono più, ma i loro discendenti, i Predacon, hanno creato un'altra guerra civile contro i discendenti degli Autobot, i Maximal. Fondamentalmente, le due serie sono un sequel della G1, in quanto le storie, anche se iniziano quando la Terra è in piena era preistorica, come nella G1, i protagonisti, sono degli esploratori guidati dal discendente di Optimus Prime tornati indietro nel tempo per catturare un discendente di Megatron, il cui piano è di distruggere il leggendario leader degli Autobot prima del suo risveglio, allo scopo di spianare la vittoria al proprio antenato. Gli eroi riusciranno a salvaguardare la storia della G1 così come la si conosce, e, nell'ultimo episodio di Beast Wars, tornano nel futuro, dove verrà ambientata la seconda serie Beast Machines.

## Transformers: Robots in Disguise
La serie Robots in Disguise, del 2001, è scollegata da tutte le altre storie. Gli Autobot erano già sulla Terra quando i Predacon, comandati da Megatron, vi giungono, avendo assunto la forma di veicoli terrestri, quale ottimo camuffamento. Costruirono una rete di comunicazione globale, e una base centrale di monitoraggio dell'intero pianeta Terra. In origine gli Autobot giunti sulla Terra in seguito ad un incidente erano ancora allo stato protoforme, ma Megatron trasmise loro il proprio codice binario, in modo da renderli suoi schiavi. Da notare che questi due transformers benché abbiano lo stesso nome dei personaggi storici della prima generazione, non sono gli stessi. Inoltre questi robot combattono tra di loro solo per liberare gli umani dalla dominazione dei Predacon e dei Decepticons.

## TrilogiaUnicron

### Armada
Le origini esatte della fazione degli Autobot sono anch'esse ignote. In questa serie, compaiono per la prima volta i Minicon. Gli Autobot e Decepticons sembravano lottare di fatto mantenendo una situazione di stallo, nella quale nessuno in grado di ottenere un netto vantaggio sugli altri. Quando un segnale raggiunse il pianeta Cybertron, che indicava che i Mini-Con erano atterrati sulla Terra, ma nessuna delle due parti in grado di inviare una forza sufficiente a recuperarli, nonostante il loro enorme potere. In origine, gli Autobot non erano una fazione, ma il nome di un'organizzazione di pace, sotto il comando di Optimus Prime, che difendevano Cyber City. Il loro quartier generale è stato ornato con il motto "Verità - Giustizia - Libertà". La riattivazione del Mini-Cons sulla Terra ha concesso all'Autobot l'opportunità di acquisire Minicon, ma alla fine i Decepticon si ricompattarono a causa dell'attacco di Unicron. Ma Megatron ritorna su Cybertron. Era l'inizio della fine dell'esercito Decepticon. Quando Unicron si è rivelato come una minaccia per entrambi gli eserciti, alimentata dalle energie negative psichiche da secoli di morte e distruzione, le due parti alla fine si unirono per battere di nuovo il pianeta-demone. Comprendendo la loro difficile situazione Galvatron si sacrificò, e sia Unicron e Galvatron scomparvero nel nulla.

### Energon
Energon è ambientata 10 anni dopo la battaglia contro Unicron e mostra il pianeta Cybertron tornato ai suoi splendori, mentre gli Autobot ricostruiscono la loro casa e cercano nella galassia l'Energon, la loro fonte di energia, fondando numerose città minerarie. I Decepticon sono ormai rassegnati ad aspettare una occasione di riscatto, che tuttavia non sembra immediata: il collante che li univa era Megatron, scomparso nelle viscere di Unicron. Il divoratore di mondi è infatti sopravvissuto, e, tramite una creatura chiamata Alpha Q sta reclutando Decepticon allo sbando come Scorponok, potenziando le loro file con i Terrorcons, affinché lo riforniscano di energon, così potrà tornare pienamente attivo. Dal canto suo, Megatron non ha sprecato 10 anni vegetando: ha assorbito un po' della forza e dei poteri di Unicron, oltre al controllo di una delle sue sezioni che ha costruito un nuovo corpo per lui; al suo ritorno prelude alla resa dei conti col suo ex-soldato Scorponok. Gli Autobot, aiutati dagli umani (con cui hanno stipulato un accordo di cooperazione) e dagli Omnicon (equivalente dei Terrorcon, ma con forme veicolo, prodotti in serie in fabbrica e dotati di senzietà) si oppongono alle due parti in causa in una nuova guerra; per contrastare i Decepticon potenziati da Unicron, Prime riceve da Primus (il Dio creatore dei Transformers) la Scintilla di Combinazione, permettendo a coppie di Autobot di fondersi in transformer più grossi e potenti. La storia vedrà una seconda distruzione di Unicron, l'annichilimento della sua scintilla vitale e la morte di Megatron e Starscream (che poco somiglia al robot di Armada); Megatron gli cancella la memoria rendendolo un soldato ubbidiente e lo riprende con sé senza dar segno di conoscerlo, ma prima è Alpha Q a crearlo apparentemente dal nulla per uccidere sia Megatron che Optimus Prime.

### Cybertron
Mentre Armada ed Energon sono state pensate in America e prodotte in Giappone, Cybertron è una creatura del tutto nipponica.
Per un decennio, Cybertron è stato ancora una volta in pace, con la popolazione prevalentemente Autobot o neutra; i Transformers si sono ritirati dalla Terra come dalle loro colonie e hanno iniziato a concentrarsi sul rilancio del loro pianeta natale, dopo la devastazione delle battaglie Powerlinx. Tuttavia, due grandi catastrofi mandano in frantumi questa pace: il sole Energon è collassato su sé stesso, formando il potente buco nero conosciuto come il Singularity Unicron, che minaccia di divorare Cybertron e, se lasciato incontrollato, l'intero universo; in secondo luogo, l'ennesimo ritorno di Megatron, che dopo aver assorbito gran parte di ciò che rimaneva del potere di Unicron ha preso il nome di Galvatron ed intende ora raggiungere lo stato di divinità, ormai a portata di mano: ottenendo il mitico blocco Omega ed i quattro tasti Cyber Planet, egli cerca di accelerare la crescita del buco nero, consumando l'universo in un vasto nulla cui solo lui sarebbe sopravvissuto, quindi utilizzare i suoi poteri per ricreare l'universo a sua immagine; a tal fine, non ha bisogno di un esercito: ha raccolto un piccolo gruppo di alleati per cercare gli elementi di cui aveva bisogno, ma erano per lui solo pedine, da utilizzare e gettare al primo capriccio.
In definitiva, il piano di Galvatron fallisce: la Singularity Unicron viene sigillata e i Decepticon ne escono sconfitti.

## Transformers Animated
Nella prima stagione, la testa di Megatron è stata rianimata, e lavora con Isaac Sumdac, sotto la maschera di un Autobot, per ricostruire il suo corpo. Infine, i Decepticon Lugnut e Blitzwing riescono a far rivivere Megatron con la chiave rubata a Sari. Megatron, una volta ucciso Starscream e combatte per vincere contro gli Autobot, una battaglia che si concluse con Isaac Sumdac catturato e l'Allspark apparentemente distrutto, con i suoi frammenti sparsi in tutta la città di Detroit.
Nella seconda stagione, la guardia d'Elite degli Autobot (composta da Ultra Magnus, Sentinel Prime e Jazz) è venuta sulla Terra per recuperare l'AllSpark, gli Autobot poi tornano su Cybertron, dove Starscream è risorto da un frammento di Allspark, e si è dimostrato alla Guardia Elite dell'attività Decepticon sul pianeta, così come i frammenti di Allspark. Durante tutta la stagione, gli Autobot hanno continuato a recuperare i frammenti di Allspark, e nel frattempo incontrare nuovi amici e nemici. Nel frattempo, i Decepticon hanno continuato a costruire un ponte spazio per raggiungere Cybertron, e alla fine della stagione, è stato completato. La battaglia che ne seguì ha portato in testa immobile nello spazio, Megatron e Starscream, e la perdita di Autobot tra i quali Blurr e Omega Supreme (che si è rivelato essere la nave Autobot). Nel frattempo, Sari scopre lei non ha alcuna prova che lei è la figlia di Sumdac, o anche se esiste, quindi è stata sfrattata dalla Sumdac Torre e ha finito per vivere con gli Autobot. Alla fine della stagione, Sari scopreche non è solo un essere umano, ma un essere Cybertroniano.
Ultima stagione, i Decepticon stanno combattendo contro gli Autobot per il controllo di ponti spazio ovunque, nella speranza di unirsi in pianificata invasione di Megatron della scorsa stagione. Megatron e Starscream sono presto liberati dalle profondità dello spazio e riescono a prendere il controllo di Omega Supreme. E nel frattempo viene rivelato che Sari è un tecno-organico creato dal DNA di Isaac Sumdac e un Protoform ("struttura di base" di un Cybertroniano). Megatron e Starscream tornano sulla Terra e tentano di uccidere gli Autobot, solo per finire in un ciclo infinito di deformazione casuale. Isaac Sumdac e Bulkhead continuato a lavorare su un ponte di spazio, mentre il Wasp fuggitivo arriva sulla Terra per vendicarsi di Bumblebee. Sfugge vespa, e Shockwave si rivela essere una spia per l'intera Cybertron. Shockwave fugge e ferisce a morte Ultra Magnus. Sentinel Prime, che era venuto sulla Terra per catturare Wasp, torna a Cybertron con Lugnut catturato, Blitzwing, truffa, e due cloni Starscream, ma Lugnut e la fuga Swindle, e Lugnut trova Megatron, Starscream e Omega Supreme. Shockwave gli porta Arcee (che contiene Omega codici di attivazione), e presto tre cloni di Omega Supreme sono creati, a somiglianza di Lugnut. I risultati della battaglia finale sono la morte di Prowl e Starscream, mentre Megatron viene catturato e portato a Cybertron con gli Autobot e Sari, che sono acclamati come eroi al loro arrivo.

## Transformers: Prime
La prima serie tratta dell'ultimo attacco Decepticon sulla Terra, e degli Autobot che fanno conoscenza con alcuni adolescenti, intenzionati anche loro a salvare il loro pianeta dai nemici. Megatron poi ritornerà con una nuova potente arma, l'Energon Oscuro (visto nel videogioco), e prevede di usarlo per vincere la guerra contro gli Autobot. Dopo la morte apparente di Megatron, i Decepticon hanno un nuovo leader, Starscream, che non si allontana molto dal percorso di Megatron. Gli Autobot devono cercare di fermare in tutti i modi i terribili Decepticon, pronti a conquistare l'universo nonostante la scomparsa del loro leader. Nel corso della stagione gli Autobot si faranno anche nuovi nemici e nuovi alleati. A metà della prima stagione, Megatron torna dal sonno e riprende il suo posto come capo dei Decepticon. Continuamente rigoroso verso Starscream, Megatron scopre che Starscream ha intenzione di ucciderlo. Durante gli ultimi quattro episodi della stagione, gli Autobot a malincuore dovranno combattere con Megatron una minaccia per l'esistenza della Terra, Unicron. Optimus per eliminare il pianeta malvagio utilizzerà il potere della Matrice del Comando, e con questo sacrificio non solo perderà la sapienza dei Prime, ma anche i suoi ricordi di guerra e dei suoi compagni. Alla fine si unirà con i Decepticon al comando di Megatron sotto il suo vecchio nome: Orion Pax.

### Transformers: Robots in Disguise(2015)
Nel sequel gli Autobot non sono più guidati da Optimus Prime, che ha abbandonato il suo ruolo di leader, bensì da Bumblebee.

### Formazione Autobot

#### Formazione originale
- Sentinel "Zeta" Prime, primo capo Autobot, morto per mano di Soundwave
- Optimus Prime/Orion Pax, ex archivista, guerriero, leader degli Autobot ed ex visionario
- Bumblebee, ex ricognitore e guerriero, comunica con suoni
- Arcee, guerriera
- Bulkhead, guerriero e "forza bruta" del gruppo, membro dei "demolitori" (compare anche nel sequel)
- Ratchet, medico e guerriero (compare anche nel sequel)
- Cliffjumper, partner di Arcee e guerriero, ucciso da Starscream
- Wheeljack, guerriero e ottimo spadaccino, membro dei "demolitori"
- Ultra Magnus, allievo di Optimus Prime e secondo in comando, guerriero e leader dei "demolitori"
- Primus, divinita del bene e creatrice dei cybertroniani, fratello gemello di Unicron
- Tailgate, partner di Arcee su Cybertron, ucciso da Airachnid, sembra essere il "gemello" di Cliffjumper

Membri umani:
- agente William "Bill" Fowler, primo contatto degli Autobot sulla terra
- Jackson "Jack" Darby, primo umano a scoprire gli Autobot, migliore amico di Arcee
- Miko Nakadai, seconda umana, insieme a Raf, a scoprire gli Autobot, migliore amica di Bulkhead
- Rafael "Raf" Esquivel, secondo umano, insieme a Miko, a scoprire gli Autobot, migliore amico di Bumblebee
- June Darby, madre di Jack e l'ultima a sapere degli Autobot

#### Formazione successiva
- Bumblebee, nuovo leader e capo della polizia di Cybertron
- Optimus Prime/Orion Pax, co-leader
- Strongarm, cadetto della polizia di Cybertron
- Sideswipe, ex fuorilegge di Cybertron, in precedenza addetto all'Ark durante la Grande Guerra
- Fixit, minicon della squadra
- Toolbox, minicon della squadra
- Cinch, minicon della squadra
- Grimlock, ex Decepticon ed ex cadetto dei Dinobot
- Drift/Deadlock, ex Decepticon, ex cacciatore di taglie e samurai
  - Jetstorm, minicon di Drift
  - Slipstream, minicon di Drift
- Windblade, agente inviato sulla terra da Primus
- Jazz, vecchio amico di Bumblebee, in precedenza addetto all'Ark durante la Grande Guerra
- Bulkhead (vedi sopra)
- Ratchet (vedi sopra)
  - Undertone, minicon di Ratchet

## Cinema
All'inizio Cybertron era un posto pacifico fin quando Megatron non ha tradito i suoi simili facendo scoppiare una guerra per l'Allspark (Omniscintilla/Cubo), ma gli Autobot (inferiori numericamente) scagliarono il Cubo nello spazio facendolo arrivare (involontariamente) sulla Terra, e per recuperarlo Megatron si schiantò sul Polo Nord dove rimase ibernato per millenni, fu successivamente scoperto da un ricercatore e portato dal settore militare segreto chiamato S7 (ramo della CIA con specializzazione con gli extraterrestri), in un laboratorio segreto all'interno della diga di Hoover, insieme all'Allspark, fonte di Energon: energia primaria per tutti i cybertroniani. Il suo scopo è di ottenere il Cubo per trasformare tutta la tecnologia del mondo in un esercito di Decepticon. Successivamente gli Autobot arrivano sulla Terra per distruggere il Cubo, in modo che non cada in mani sbagliate. Quando Starscream attacca la diga, lo scongela. Quando si trasforma diventa una sorta di astronave aliena. Nella battaglia finale a Mission City (nome di fantasia) uccide l'Autobot Jazz e duella all'ultimo sangue contro Optimus Prime, ma alla fine Sam Witwicky fonde l'Allspark con il suo petto, uccidendolo. I suoi resti vengono poi gettati nell'Abisso Laurenziano, insieme ai resti di altri Decepticon morti, mentre i sopravvissuti scappano verso l'ignoto.
Nel seguito del 2009 Transformers - La vendetta del caduto Megatron viene riportato in vita grazie ad un frammento dell'Allspark e ai pezzi di un Decepticon. Dopo la sua resurrezione, il leader, si trasforma sia in un carro armato alieno sia in un'astronave aliena. Da notare come nel film viene proposto il design di Megatron come appare nella serie animata Transformers: Armada, che in seguito a un combattimento con Nemesis Prime si farà chiamare Galvatron. Nella trasposizione cinematografica non vi è alcun riferimento a quest'ultimo. Durante il film serve fedelmente il suo maestro The Fallen (il Decepticon originale), e riesce, aiutato da 2 Decepticon, ad uccidere Optimus Prime (trapassandogli la schiena con una lama), in modo da resuscitare il suo maestro. Nella battaglia finale in Egitto combatte con Starscream e The Fallen contro gli Autobot, ma alla fine Optimus Prime viene resuscitato da Sam con la Matrice del Comando e si fonde con Jetfire. L'Autobot mutila e sfigura Megatron e poi uccide The Fallen (che voleva attivare una macchina che producesse Energon, spegnendo il Sole). Visto l'esito dello scontro Starscream invita Megatron a fuggire.
Nel terzo film, i Decepticon sono capeggiati da un Megatron gravemente danneggiato e indebolito dallo scontro in Egitto, e per curarsi si è rifugiato in Africa, dove viene spesso raggiunto da altri Decepticon, a cui dà l'ordine di uccidere tutti coloro che sanno dell'astronave cybertroniana "Arca", schiantatasi sul lato nascosto della Luna negli anni sessanta. Durante il film si scopre che Sentinel Prime (il predecessore di Optimus), durante la guerra su Cybertron si era alleato con Megatron per avere una tregua, ma che, mentre fuggiva con l'Arca, un incidente lo aveva fatto schiantare sulla Luna dove era rimasto in standby per anni, e insieme a lui c'erano anche dei pilastri creati da lui stesso e usati per il teletrasporto. Sentinel viene risvegliato da Optimus con la Matrice del Comando, ma si scopre alleato con i Decepticon così tradisce e uccide Ironhide mentre gli altri Autobot riescono a fuggire, poi distrugge la base militare degli Autobot e porta centinaia di pilastri a Megatron (arrivato a Chicago), che dà l'ordine a tutti i Decepticon di piazzare i pilastri in tutto il mondo, per teletrasportare Cybertron sulla Terra e farlo risorgere. Gli Autobot cercarono di fermarlo, ma vennero ostacolati dai Decepticon e da Shockwave (che ha governato Cybertron fino a questo momento): la battaglia rade al suolo Chicago, ma alla fine i pilastri vengono distrutti, e con loro Cybertron che implode e tutte le astronavi dei Decepticon; successivamente Sentinel arriva vicino ad uccidere Optimus, ma Megatron (incoraggiato dalla fidanzata di Sam, Carly) interviene per paura che Sentinel possa prendere il controllo dei Decepticon. Megatron sorprende alle spalle Sentinel e lo ferisce gravemente, poi dice a Optimus che lui è la sua nemesi e che possono stabilire una tregua, a patto che Megatron sia il sovrano della Terra, ma Optimus lo decapita, e poi usa il cannone del leader dei Decepticon per uccidere Sentinel.
Nel quarto film, gli Autobot vengono cacciati dagli umani (al pari dei Decepticon) da una squadra segreta della CIA, nota come Cemetery Wind, guidata dal funzionario Harold Attinger e dal mercenario James Savoy; l'obiettivo di Attinger è duplice: se da un lato è fanaticamente ostile agli alieni (qualunque sia la fazione), pur nascondendosi dietro il patriottismo e giocando sul terrore provocato dai fatti di Chicago, dall'altro la motivazione è la pura e semplice avidità; il burocrate ha stretto un patto con l'inventore ed industriale Joshua Joyce, che ha scoperto il segreto del metallo che costituisce i corpi dei Transformers, un Elemento delle Terre Rare che ha ribattezzato Transformium (Transformio nell'edizione italiana); partendo dai corpi dei robot già morti e dalle navi dell'invasione di Chicago, Joyce sta costruendo un esercito di droni trasformabili comandati a distanza ed ispirati ad alcuni Autobot. Il problema è che il Transformio è rarissimo, presente solo in pochi depositi già esauriti, per cui Savoy e i suoi sgherri danno la caccia ai cybertroniani sopravvissuti. Il Transformio è arrivato sulla Terra tramite esplosioni di bombe dette Semi, meccanismi usati per terraformare, anzi cyberformare, i pianeti dell'universo da una razza aliena organica sconosciuta, nota solo come Creatori; costoro hanno creato i Transformers e i pianeti da essi abitati (per quanto non detto esplicitamente, i dialoghi implicano che altri pianeti siano simili a Cybertron ed ospitino vita robotica). Ma ora, i Creatori hanno improvvisamente e misteriosamente deciso di abbandonare le loro creazioni, riprendendosi però alcuni di loro, detti i Cavalieri; a tale scopo, essi hanno assoldato un Decepticon, Lockdown, per trovarli ed imprigionarli. L'ultimo di essi è proprio Optimus Prime! Per trovarlo, Lockdown appoggia le operazioni di Cemetery Wind e prende parte alla caccia per interrogare gli Autobot e scoprire il nascondiglio di Prime. Questi, ferito e nascosto sotto l'aspetto di un vecchio camion arrugginito, viene trovato e riparato dall'inventore indebitato Cale Yeager, che rischia per lui quando Savoy viene a prendere Optimus; il Prime prende sotto la sua protezione Cale, la figlia Tessa ed il fidanzato di lei Shane, si ricongiunge ai resti delle sue truppe (Bumblebee, Hound, Crosshairs e Drift) e passa al contrattacco. Ad insaputa di tutti c'è un terzo problema: per creare un clone di Optimus chiamato Galvatron, Joyce ha usato i dati del cervello di Megatron, che rinasce in questa nuova forma (un Freightliner Argosy 2014, simile a G1 Optimus Prime che è anch'esso un Freightliner). Catturato da Lockdown, Optimus viene liberato di nascosto dai suoi dalla nave-prigione del cacciatore di taglie (donatagli dai creatori), e fugge con una parte del velivolo, una navetta a sé stante che ospita altri Cavalieri catturati; prima Lockdown ha consegnato ad Attinger un Seme che Joyce userà per creare altro Transformio; tuttavia, l'industriale sta cominciando ad avere dei ripensamenti e fugge con il Seme; Attinger e Savoy lo seguono, Galvatron si attiva da solo ed infetta gli altri droni che costituiranno il suo nuovo esercito, Lockdown torna indietro per uccidere Optimus. Vista la situazione disperata, il leader degli Autobot libera i 4 Cavalieri prigionieri Grimlock, Scorn, Strafe e Slog, si batte con Grimlock per sottometterlo e guida i 4 giganti in battaglia; i Cavalieri si trasformano in dinosauri feroci e fanno strage dei droni, Savoy muore cadendo da un tetto, Attinger spara a Cale e viene perciò ucciso da Prime, Cale distrae Lockdown per dare ad Optimus l'occasione di ucciderlo. Alla fine, Optimus lascia andare i Dinobot e ordina agli Autobot di restare con la famiglia Yeager, mentre lui parte per lo spazio con il Seme per affrontare faccia a faccia i suoi creatori.